# Benedetto Gennari
Benedetto Gennari ou Benedetto Gennari Seniore (1563 - 1610) est un peintre italien du pré-baroque, actif à Ferrare et  Cento, le père des peintres Bartolomeo et Ercole Gennari, qui fut père lui-même des peintres Benedetto Gennari le Jeune (1633-1715), neveu du Guerchin et Cesare Gennari.

## Biographie
Il adopta un style proche de celui du Caravage, et à 19 ans, il travailla dans la maison de Mirandola à Cento où il aida à la décoration du palais de la  communauté  et à l'église Spirito Santo.
Il rencontra  Le Guerchin, alors âgé de 17 ans, à Bologne.

## Œuvres
- David, Musée Fesch, Ajaccio

## Sources
- (it) Cet article est partiellement ou en totalité issu de l’article de Wikipédia en italien intitulé « Benedetto Gennari senior » (voir la liste des auteurs).